# Пуквана (Південна Дакота)
Пуквана (англ. Pukwana) — місто (англ. town) в США, в окрузі Брул штату Південна Дакота. Населення — 233 особи (2020).

## Географія
Пуквана розташована за координатами 43°46′45″ пн. ш. 99°11′3″ зх. д. / 43.77917° пн. ш. 99.18417° зх. д. (43.779178, -99.184268).  За даними Бюро перепису населення США в 2010 році місто мало площу 1,97 км², уся площа — суходіл.

### Клімат
| Клімат : Пуквана      | Клімат : Пуквана | Клімат : Пуквана | Клімат : Пуквана | Клімат : Пуквана | Клімат : Пуквана | Клімат : Пуквана | Клімат : Пуквана | Клімат : Пуквана | Клімат : Пуквана | Клімат : Пуквана | Клімат : Пуквана | Клімат : Пуквана | Клімат : Пуквана |
| Показник              | Січ.             | Лют.             | Бер.             | Квіт.            | Трав.            | Черв.            | Лип.             | Серп.            | Вер.             | Жовт.            | Лист.            | Груд.            | Рік              |
| Середній максимум, °C | −1,1             | 1,7              | 7,2              | 16,7             | 22,8             | 27,8             | 33,3             | 31,7             | 26,7             | 19,4             | 8,3              | 1,1              | 16,1             |
| Середній мінімум, °C  | −15              | −11,7            | −6,1             | 1,1              | 7,2              | 13,3             | 16,1             | 15,0             | 9,4              | 2,2              | −5,6             | −11,7            | 1,1              |
| Норма опадів, мм      | 8                | 13               | 23               | 41               | 66               | 91               | 53               | 51               | 38               | 25               | 15               | 8                | 437              |
| --------------------- | ---------------- | ---------------- | ---------------- | ---------------- | ---------------- | ---------------- | ---------------- | ---------------- | ---------------- | ---------------- | ---------------- | ---------------- | ---------------- |
| Джерело: Weatherbase  |                  |                  |                  |                  |                  |                  |                  |                  |                  |                  |                  |                  |                  |

## Демографія
Згідно з переписом 2010 року, у місті мешкало 285 осіб у 115 домогосподарствах у складі 70 родин. Густота населення становила 145 осіб/км².  Було 133 помешкання (67/км²).
Расовий склад населення:
| - 79,6 % — білих - 10,9 % — корінних американців - 0,7 % — азіатів |

До двох чи більше рас належало 8,4 %. Частка іспаномовних становила 4,2 % від усіх жителів.
За віковим діапазоном населення розподілялося таким чином: 26,0 % — особи молодші 18 років, 60,0 % — особи у віці 18—64 років, 14,0 % — особи у віці 65 років та старші. Медіана віку мешканця становила 41,5 року. На 100 осіб жіночої статі у місті припадало 100,7 чоловіків;  на 100 жінок у віці від 18 років та старших — 88,4 чоловіків також старших 18 років.
Середній дохід на одне домашнє господарство  становив 40 815 доларів США (медіана — 38 750), а середній дохід на одну сім'ю — 42 344 долари (медіана — 37 500). Медіана доходів становила 32 750 доларів для чоловіків та 24 688 доларів для жінок. За межею бідності перебувало 14,5 % осіб, у тому числі 15,8 % дітей у віці до 18 років та 0,0 % осіб у віці 65 років та старших.
Цивільне працевлаштоване населення становило 133 особи. Основні галузі зайнятості: освіта, охорона здоров'я та соціальна допомога — 32,3 %, мистецтво, розваги та відпочинок — 21,1 %, роздрібна торгівля — 11,3 %, будівництво — 9,0 %.